# Polygonum
Polygonum L. je rod u okviru familije Polygonaceae Juss. Ime roda potiče od grčkih reči poly, što znači mnogo, i gonu što znači koleno ili zglob, a odnosi se na naduvene pršljenove stabla.

## Opšte karakteristike
Rod Polygonum obuhvata oko 220 vrsta cvetnica. Predstavnici roda uglavnom naseljavaju severne umerene regione. Zastupljene su veoma raznovrsne životne forme: puzeće jednogodišnje zeljaste biljke visine do 5 cm, uspravne višegodišnje zeljaste biljke visoke do 4 m, kao i odrvenele lijane duge do 30 m. Nekoliko vrsta su vodene flotantne biljke. Listovi imaju ceo obod, dugi su do 30 cm, a oblik im se razlikuje od usko lancetastih do ovalnih, široko trouglastih, srcastih ili streličastih. Stabljike su često crvenkaste ili sa crvenim pegama. Cvetovi su mali, roze, bele ili zelenkasto boje, skupljeni u cvasti, u pazuhu listova ili na vrhovima izdanaka.
U Srbiji vrste roda Polygonum su jednogodišnje, dvogodišnje ili višegodišnje biljke, često s tankim, dugo puzećim granatim korenom i s uspravnim uzdignutim ili poleglim, ponekad brazdastim, busastim stabljima, ožiljenim na donjim člancima. Ohree su opnaste, providne, gole ili dlakave, srebrnasto bele ili smeđe, na gornjem kraju cele ili deljene ili s resama. Listovi su naizmenični, celog ruba, skoro sedeći, često s karakterističnom tamnom mrljom na gornjoj strani. Cvetovi su pojedinačni ili u grupama u pazuhu lista ili su složeni u vršne bezlisne klasove. Cvetni omotač je uglavnom petodelan, više ili manje duboko usečen. Prašnika ima pet do osam, a žigova tučka dva do tri. Plod je orašica, koja je trostrana ili je s jedne strane konkavna, a s druge konveksna.

## Upotreba
Neke vrste se upotrebljavaju u ljudskoj ishrani, a neke su biljke hraniteljke za larve nekih leptira (Lepidoptera). Većina vrsta je tretirana kao korovske biljke.

## Vrste
U Srbiji je zabeleženo 11 vrsta.
- [5] [6]